# تشوملي غو
تشوملي كابانوس غو (من مواليد 13 يناير 1981 في إيريجا) هو لاعب تايكوندو من الفلبين.
شارك في دورة الألعاب الآسيوية 2006 في الدوحة بقطر.

## روابط خارجية
- تشوملي غو على موقع TaekwondoData.com (الإنجليزية)
- تشوملي غو على موقع أوليمبيديا (الإنجليزية)